# (499) Venusia
(499) Venusia ist ein Asteroid des Hauptgürtels, der am 24. Dezember 1902 vom deutschen Astronomen Max Wolf in Heidelberg entdeckt wurde.
Der Name Venusia ist eine alternative Bezeichnung der schwedischen Insel Ven.